# スラウェシバビルサ
スラウェシバビルサ（標準和名：セレベスバビルサ、学名：Babyrousa celebensis）は、インドネシアにおいてバビルサとよばれるイノシシの仲間。スラウェシ島とその近隣の島々（レンベ島、ブトン島、ムナ島）の固有種。2016年時点における危急種。

## 学名と和名
属名のBabyrousaはインドネシア語やマレー語で豚を意味するバビ（Babi）と、鹿を意味するルサ（Rusa）が語源である。
種小名のcelebensisは「セレベスの」といった意味であり、これは植民地時代のセレベス島の名前に由来している。よって日本でも長らくセレベスバビルサとよばれてきたが、今日ではスラウェシ島の名前に由来するスラウェシバビルサとよばれるようになった。

## 生息地
熱帯雨林において水生植物が豊富な川や池のほとりに生息する。

## 形態
- 体長（頭胴長）は085〜110センチメートル[8]。
- 肩の高さは065〜60センチメートル[8]。
- 体重は0最大100キログラム[8]。
- メスの乳腺は通常4つあるが、さら一対の乳腺をもつことがある[8]。

## 生態

### 行動
基本的に昼行性の動物である。一例としては、朝6時に目を覚まして動き回るようになり、やがて枝や倒木の下で排泄を済ます。採餌は一日を通して行われるが、朝に時間を割くことが多く、その後ぬたうちしたり、寝そべったりし始める。

### 食物
ほかのイノシシ科と同様に雑食性であり、野生下であるか否かに関わらず、多種多様な葉、根、果実、肉（無脊椎動物・小型脊椎動物）、土を食べ、火山性の塩場（）を舐め、水を飲む。

### 社会体制
スラウェシ島北部の水場・沼田場・塩場の周辺に最大13匹の群れがいたという報告や、複数の異なるグループからなる46個体もの大群が塩場に集まったという報告もある。また、高齢のオスは単独で行動することが多く、群れの多くは5匹の若いバビルサたちをメスが率いている姿であったという報告や、目撃された単独行動をする個体のうち84％を成体のオスが占めたという報告もある。

## 繁殖
発情周期の長さは内分泌研究によると35〜37日である可能性が示唆されている。発情は2～3日続き、それ以外の時期にメスはオスを受け入れない。妊娠期間は通常155～158日だが、171日まで伸びたという報告もある。同腹子数は通常1〜2匹だが、野生下において4匹生まれたという報告もある。

### 飼養動物
飼育下においては、早ければ生後5か月から10か月で性成熟する。メスは通常、出産後3か月以内に再繁殖する。一年中いつでも子を産み、12か月以内に2匹の子を産むこともある。

### 野生動物
野生下での性成熟は、栄養状態を含む多くの要因に影響されると考えられており、生後1年以内に繁殖する可能性は低い。

## 寿命
メスの寿命は飼育下では24年に達しうるが、野生下においては7～12年程度である。

## 保全状況
2016年時点で、成熟個体数は10,000未満と推定されており、過去三世代（約18年間）において個体数が30%以上減少したものとみられ、次の三世代で10%以上の個体数減少が予想されている。もともとはこの地域でよく見られた動物であったが、スラウェシ島北部、中部、南東部では狩猟の標的となっており、半島北部の東端からは姿を消している。2002年時点の情報では、マナド近郊の市場に食肉として売り出されていることが明らかになっている。これに関してスラウェシ島全体ではイスラム教徒が多いため豚肉を食べないが、北部では豚肉を食べるキリスト教が主流であることが関連しているものとみられている。一方でイスラム教徒からはアノアに対して仕掛けた罠にスラウェシバビルサが掛かってしまうことがあるため、単に害獣としてみなされている。